# Liste der Bodendenkmale in Cloppenburg
In der Liste der Bodendenkmale in Cloppenburg sind die Bodendenkmale der niedersächsischen Gemeinde Cloppenburg aufgeführt. Die Quelle ist der Denkmalatlas Niedersachsen.
- Bitte beachten Sie, dass diese Liste keinen Anspruch auf Vollständigkeit erhebt.
- Die Angaben ersetzen nicht die rechtsverbindliche Auskunft der zuständigen Denkmalschutzbehörde.
- Es sind nur Daten aus dem Denkmalatlas verarbeitet.
- Der Stand der Liste ist der 20. April 2025.

Cloppenburg im Landkreis Cloppenburg

## Allgemein
In den Spalten finden sich folgende Informationen des Bodendenkmales:
| Lage         | geographische Koordinaten                                                           |
| Bezeichnung  | Bezeichnung lt. Denkmalatlas                                                        |
| Beschreibung | Beschreibung lt. Denkmalatlas                                                       |
| ID           | Objekt-ID                                                                           |
| Bild         | Bild, ggf. zusätzlich mit Link zu weiteren Fotos im Medienarchiv Wikimedia Commons. |

## Cloppenburg
| Lage                        | Bezeichnung                     | Beschreibung | ID       | Bild           |
| --------------------------- | ------------------------------- | --- | -------- | -------------- |
| 52° 50′ 50″ N, 8° 2′ 43″ O  | Cloppenburg 1, Burg Cloppenburg | Direkt südl. der Soeste im Stadtzentrum von Cloppenburg liegt die mittelalterliche Burg mit ehemals doppeltem Wassergraben mit mächtigem Innenwall auf einer Gesamtfläche von max. 200 (N-S) × 180 m. Die ehemaligen Burg- bzw. Schlossgebäude sind seit 1805 komplett abgebrochen, der Burgwall ist vollständig abgetragen und der innere und äußere Wassergraben sind verfüllt. Seit 1984 sind die Grundmauern des Großen Rundturms im SW der Burg wieder freigelegt und restauriert. Der Durchmesser des Turmes beträgt 9,7 m bei einer Mauerstärke von 2,5 m. Die Fundamentierung erfolgte durch einen Pfahlrost, auf dem an der wasserumspülten Außenseite ein Sandsteinsockel gesetzt wurde, bevor der Aufbau aus Ziegeln folgte. Der Turm bildete gleichzeitig das Südwesteck der Burg, östlich schloss sich der aus Findlingen errichtete Palas an. Der östliche Flügel des L-förmigen Hauptgebäudes zeichnet sich heute im auf seinen Grundmauern stehenden, Landgerichtsgebäude ab. | 28942021 | Weitere Bilder |
| 52° 50′ 33″ N, 7° 58′ 33″ O | Cloppenburg 14, Grabhügel       | Durchmesser ca. 10 m und Höhe ca. 0,3 m. | 28927504 | BW             |